# Luisella Sala
Luisella Sala (* 16. Dezember 1945 in Mailand) ist eine italienische Schauspielerin und Dramaturgin. Sie lebt zusammen mit ihrem Mann Alessandro Marchetti am Lago Maggiore in Verbania.

## Leben
Sie erhielt ihr Schauspieldiplom an der Accademia d’Arte Drammatica in Mailand. Zusammen mit Alessandro Marchetti gründete sie die Compagnia Teatro 7, die 1970 im Teatro Filodrammatici in Mailand ihr eigenes Haus bekam.
Als Schauspielerin und Dramaturgin widmete sie sich hauptsächlich der Commedia dell’arte. Einladungen auf internationale Workshops über das italienische Kulturinstitut sowie Tourneen über 30 Jahre durch Europa, Afrika und Japan mit Stücken von Pirandello, Goldoni und Ruzante.
1995 gründete sie das Teatro Studio Marchetti und 2005 die Compagnia Stabile del V.C.O mit Sitz am Teatro del Chiostro in Verbania.
Sie schreibt diverse Theaterstücke, die ins französische, englische und deutsche übersetzt wurden.

## Auszeichnungen
- 2003 gewann sie den ersten Preis in der Kategorie "Frauen und Theater" beim "International Inner Wheel Club" in Rom für ihr Stück "Un disordine Necessario"
- sowie 2004 für "La porta aperta", welches  am 5. Dezember 2007 im Turmtheater Regensburg uraufgeführt wurde.
- 2005 erhielt sie den Preis "Calcante" der "Società Italiana Autori Drammatici" mit dem Stück "La Bandante" welches im November 2007 am Teatro del Chiostro in Verbania uraufgeführt wurde.

| Personendaten    | Personendaten               |
| ---------------- | --------------------------- |
| NAME             | Sala, Luisella              |
| KURZBESCHREIBUNG | italienische Schauspielerin |
| GEBURTSDATUM     | 16. Dezember 1945           |
| GEBURTSORT       | Mailand, Italien            |